# Diferenciación conceptual
La diferenciación conceptual es un estilo cognitivo, término usado en psicología.
Las personas nos diferenciamos por el grado en que percibimos diferencias o semejanzas entre los objetos. Algunas personas vemos cosas diferentes como similares y otras cosas similares como diferentes; es por esto que este estilo también se le conoce como nivelador/agudizador o de rango de equivalencia.
Los niveladores tienden a omitir cambios en los estímulos, simplificando los elementos en la memoria. Así, tienden a generalizar demasiado sus observaciones.
Los agudizadores encuentran diferencias importantes entre los estímulos, ya que retienen muchos detalles en la memoria, que se encuentra muy estructurada.
Los estudios en psicología evolutiva han encontrado que, a medida que el individuo madura, su nivel de diferenciación aumenta, pasando de un estilo nivelador a otro agudizador.
- Datos: Q5806961